# 천풍조
천풍조(千豊祚, 1947년 3월 12일 ~ )은 대한민국의 바둑 기사이다.

## 약력
1968년에 입단하였으며, 1972년부터 부산일보에 관전기를 집필했다. 1978년부터 3년 연속으로 국기전 본선에 진출하였고 1985년 바둑왕전 본선에 올랐다. 이후 캐나다와 미국 등지에 바둑을 보급하는 데 공헌하였다. 1987년 바둑왕전 본선에 올랐고 1989년부터 3년 동안 바둑왕전에 연속 진출하였다. 1990년 제2기 동양증권배 본선에 올랐으며 1991년 제1기 비씨카드배 본선에 진출하면서 7단으로 승단했다. 1993년 제24기 명인전과 박카스배 본선에 진출하였다. 2005년 8단을 거쳐 2012년 7월에 9단으로 승단하였다.